# Lista de membros da Royal Society eleitos em 1688
Esta é uma lista de Membros da Royal Society eleitos em 1688.

## Fellows
- Joannes Nicolaus Pechlin (1646 -1706)
- Edward Stillingfleet (1660 -1708)
- Raymond Vieussens (1635 -1715)
- John Adair (1647 -1718)
- Sir Charles Gresham (1660 -1718)
- John Clayton (1657 -1725)
- Joannes Adamus Stampfer (m. 1743)
- Nicolas Fatio de Duillier (1664 -1753)